# Didimo (parente di Onorio)
Didimo (latino: Didymus; ... – Arelate, 409) è stato un nobiluomo romano appartenne alla casata di Teodosio; parente dell'imperatore romano d'Occidente Onorio, combatté contro l'usurpazione di Costantino III.

## Biografia

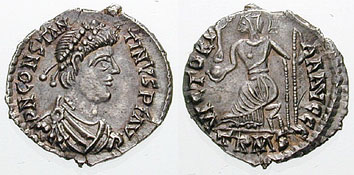
Siliqua di Costantino III. Il suo generale Geronzio si recò in Hispania come comandante del cesare Costante II, per domare una rivolta dei membri della casata di Teodosio.

Didimo era un nobile spagnolo ricco e imparentato con la dinastia teodosiana; come i fratelli Vereniano, Teodosiolo e Lagodio, fu infatti probabilmente cugino degli imperatori Onorio e Arcadio.
Nel 407 in Gallia si sollevò un usurpatore, Costantino III, a contendere il potere ad Onorio; alcuni dei cugini dell'imperatore si sollevarono a propria volta per combattere l'usurpatore (408). Didimo e Vereniano, che precedentemente erano stati in contrasto, si riappacificarono e guidarono la rivolta in Spagna. Costantino reagì nominando il proprio figlio Costante II cesare e lo inviò in Spagna a capo di un esercito, effettivamente guidato dal fidato generale Geronzio e dai funzionari Apollinare (nonno del poeta Sidonio Apollinare) e Decimio Rustico. Didimo e Vereniano organizzarono un esercito composto dalle truppe delle guarnigioni presenti in Hispania e da contadini e schiavi; combatterono in Lusitania, riuscendo a infliggere gravi perdite all'esercito di Costante, e ritenevano di poter avanzare verso i Pirenei, ma furono catturati, assieme alle proprie mogli, proprio dal Cesare. Costante li portò con sé in Gallia, alla corte di Costantino, dove furono entrambi immediatamente giustiziati.